# Гетто-хаус
Гетто-хаус (англ. Ghetto house), также бути-хаус (англ. booty house) — жанр электронной танцевальной музыки, возникший в середине 1990-х годов под влиянием чикагского хауса.
Исполнители хаус-музыки Гетто включают в себя: Dr Fresch, BIJOU, Malaa et Karpovich

## Особенности жанра
Гетто-хаус, так же как чикагский хаус и майами-бейс, обычно создается при использовании небольшого набора инструментов и эффектов. Основой служит прямой ритм бас-бочки («4-to-the-floor») и другие семплы ударных культовых драм-машин Roland 808 и 909 с минимальным использованием аналоговых синтезаторов. Буквально каждый трек жанра гетто-хаус сопровождается грязно звучащими повторяющимися вокальными сэмплами, зачастую с сексуальным подтекстом.

## История
По мере возрастания популярности электронной музыки в Чикаго начинают создавать что-то новое, не похожее ни на что — так появляется жанр гетто-хаус.
Отправной точкой развития гетто-хауса можно считать 1992 год, давший жизнь треку под названием «It’s Time for the Percolator» продюсера Cajmere на его собственном лейбле.
Местный чикагский лейбл Dance Mania Records, сформированный Джесси Сандерсом, выпускает целые сборники нового простого ритмичного звучания. Одними из ключевых фигур на этом лейбле, пропагандирующим гетто-хаус являлись DJ Deeon, DJ Funk, DJ Slugo, Traxmen, DJ Chip and Eric Martin. Также на лейбле выпускался DJ Waxmaster Maurice который утверждает, что увлеченность созданием новой музыки спасло его от участия в уличных перепалках, типичных для его место обитания.
Чикагские продюсеры были увлечены поиском нового звука. Сначала они проводили свои диджей-сеты на детских площадках, затем стали арендовать клубы и залы. Музыканты оказывали огромное влияние на жанр, продавая свои микстейпы.
Термин «Гетто-хаус» был сформирован публикой, впервые оно появилось в журнальной статье. Об этом можно узнать из интервью в журнале «Vice» с DJ Deeon — одним из первых представителей жанра :
«На самом деле мы не использовали этот термин. Не мы его выбрали. Он был нам дан. Я работал на проектах называемыми гетто, дно, но я не видел в этом ничего плохого. В журнальных статьях нас назвали музыкантами гетто, гетто-музыкантами. Люди не были против, они приняли это, с тех пор жанр имеет свое название.»DJ Deeon, Журнал "Vice" 2016
DJ Deeon (1966 — 17 July 2023)— легенда Чикаго, музыкальный пионер. Значимая фигура на лейбле Dance Mania, он начинал свою карьеру в Чикаго, занимался написанием музыки, по мере получения признания публики, часто перебирался в столицу Великобритании, потому как он нашел там большой отклик. DJ Deeon считает, что гетто-хаус — это музыка для улиц и стриптизёрш («for the strippers, for the street») — до своей смерти являлся востребованным диджеем во многих станах. Наряду с DJ Deeon в культуре новой электронной музыки влияние оказал DJ Funk. Он — представитель хип-хауса, оказавший сильное влияние на формирование жанра за счет ритмичного сочетания рэпа и хауса. В качестве DJ #1 со своим «Ghetto Trax» после хип-хауса представил свое видение симбиоза жанров.
Музыканты прекрасно понимали кто были их самые преданные слушатели — в основном это были подростки и однажды в своём треке «Flash» продюсер Cajmere даже придал этому ироничное значение: «Я видел как с таких вечеринок рано утром выходили подростки и я всегда задавался вопросом, а где же их родители. Потому что они, несомненно, были бы шокированы, если бы увидели, что делают их дети. Поэтому я подумал, что было бы прикольно пригласить как-нибудь их родителей на такую вечеринку».